# Gert Zender
Gert Zender (* 1960 in Trier) ist ein deutscher Verwaltungsjurist. Er ist seit 2021 Amtschef und Staatssekretär im Ministerium für Wirtschaft, Tourismus, Landwirtschaft und Forsten des Landes Sachsen-Anhalt.

## Leben

### Ausbildung und Laufbahn
Zender absolvierte 1980 das Abitur am staatlichen Max-Planck-Gymnasium Trier und studierte anschließend Rechtswissenschaften. Im Jahr 1987 legte er das Erste juristische Staatsexamen in Trier ab und war von 1987 bis 1990 Rechtsreferendar im Oberlandesgerichtsbezirk Koblenz. Nach Ablegen des Zweiten juristischen Staatsexamens in Trier begann Zender seine Laufbahn am 1. August 1991 als Regierungsrat im Dezernat für Wasser, Abwasser und Abfall in der Bezirksregierung Magdeburg.
Am 1. Oktober 2000 wechselte er als Abteilungsleiter für Landwirtschaft und Umwelt zum Regierungspräsidium Halle und war ab dem 1. Januar 2004 als Abteilungsleiter für Landwirtschaft und Umwelt bei der Bildung des Landesverwaltungsamtes in Halle beteiligt. Er ist seit 1996 Leiter des Katastrophenschutzstabes im Landesverwaltungsamt und den Vorgängerbehörden und bereits seit 2000 Mitglied des Verwaltungsrates der Landesanstalt für Altlastenfreistellung.
Am 19. September 2021 wurde er unter Minister Sven Schulze (CDU) zum Staatssekretär im Ministerium für Wirtschaft, Tourismus, Landwirtschaft und Forsten des Landes Sachsen-Anhalt ernannt. Er ist Amtschef und zeichnet im Ministerium für die Bereiche Land- und Forstwirtschaft verantwortlich.

### Freizeit und Ehrenamt
Gert Zender nimmt Trainertätigkeiten als Landestrainer im Tischtennissport in Nachwuchsleistungszentren wahr und war Bundesligatrainer in der Damenbundesliga von 1993 bis 2000 (SV Böblingen und SV Winterwerb). Er setzt sich auch ehrenamtlich für die Belange der Trainer im Sport ein. So war er unter anderem von 1986 bis 1990 Leistungssportreferent für Tischtennis in Rheinland-Pfalz und ist seit dem 20. Februar 2019 Präsident des Berufsverbandes der Trainerinnen und Trainer im Deutschen Sport (BVTDS) sowie seit dem 1. Juli 2000 Präsident des Verbandes Deutscher Tischtennistrainer (VDTT).